# NGC 5902
NGC 5902 este o liner situată în constelația Boarul. A fost descoperită în 1 mai 1788 de către William Herschel.